# Pyrgomantis nasuta
Pyrgomantis nasuta là một loài côn trùng trong họ Tarachodidae thuộc bộ Manteodea. Loài này được Thunberg miêu tả năm 1784.